# Виолински кључ (филм)
Виолински кључ је југословенски телевизијски филм из 1990. године. Режирао га је Александар Фотез, а сценарио је написао Милош Кречковић.

## Улоге
| Глумац            | Улога                        |
| ----------------- | ---------------------------- |
| Небојша Бакочевић | Бранислав „Бане“ Арсенијевић |
| Љуба Тадић        | Виктор Алкалај               |
| Бранислав Јеринић | Херберт Милер „Бугарин“      |
| Славко Симић      | Божа Ерић „Француз“          |
| Новак Билбија     | Инспектор Шебон              |
| Александра Фотез  | Ивана                        |
| Велимир Животић   | Професор музике Молеровић    |
| Бранко Видаковић  | Милан Јанковић               |
| Синиша Ћопић      | Карл                         |
| Ратко Танкосић    | Саки                         |
| Милан Шмит        | Човек за клавиром            |
| Душан Мушицки     |                              |
| Ана Команин       |                              |
| Маријана Прпа     |                              |
| Дејан Парошки     |                              |
| Ђерђ Фејеш        |                              |
| Раде Лазаревић    |                              |